# Bristol Badger
Bristol Badger là một loại máy bay tiêm kích-trinh sát của Anh trong Chiến tranh thế giới I.

## Tính năng kỹ chiến thuật (Badger II)
Dữ liệu lấy từ Barnes 1964, tr. 137
Đặc điểm tổng quát
- Kíp lái: 2
- Chiều dài: 23 ft 8 in (7,21 m)
- Sải cánh: 36 ft 9 in (11,20 m)
- Chiều cao: 9 ft 1 in (2,77 m)
- Diện tích cánh: 357 ft2 (33,2 m2)
- Trọng lượng rỗng: 1.950 lb (885 kg)
- Trọng lượng có tải: 1.429 lb (885 kg)
- Động cơ: 1 × Cosmos Jupiter I, 400 hp (300 kW)

Hiệu suất bay
- Vận tốc cực đại: 142 mph (228 km/h)
- Trần bay: 20.600 ft (6.280 m)